# 중일공동성명
중일공동성명(中日共同聲明)은 중화인민공화국 정부와 일본 정부가 1972년 9월 29일 중화인민공화국 베이징에서 체결한 공동성명이다.
이 조약이 체결된 후 일본은 중화민국과 외교 관계를 단절하고, 중화인민공화국과 정식으로 수교하였다.

## 같이 보기
- 중일화평조약